# 4267 Basner
A 4267 Basner (ideiglenes jelöléssel 1971 QP) a Naprendszer kisbolygóövében található aszteroida. Tamara Mihajlovna Szmirnova fedezte fel 1971. augusztus 18-án.